# Walter Schmid (Altphilologe, 1910)
Walter Schmid (* 28. August 1910 in Reutlingen; † 13. September 1997 ebenda) war ein deutscher Altphilologe. Er ist nicht zu verwechseln mit dem Schweizer Altphilologen gleichen Namens.

## Leben
Nach Schulausbildung in den evangelisch-theologischen Seminaren Kloster Schöntal und Stift Urach studierte Schmid Klassische Philologie, Archäologie und Germanistik an den Universitäten Tübingen (u. a. bei Otto Weinreich) und München. Er wurde 1943 mit einer Dissertation zu Thukydides  promoviert. Nach Kriegsende war er in Reutlingen ab 1945 als Studienrat und ab 1959 als stellvertretender Schulleiter am Johannes-Kepler-Gymnasium tätig, ab 1967 als Leiter des neu gegründeten Albert-Einstein-Gymnasiums im Aufbau. Während seiner Berufstätigkeit und nach seiner Pensionierung veröffentlichte Schmid zahlreiche wissenschaftliche Monographien, Aufsätze und Rezensionen zur griechisch-lateinischen Literatur und hielt Vorträge, unter anderem beim Landesverband Baden-Württemberg des Deutschen Altphilologenverbandes.
Ein Schwerpunkt seiner wissenschaftlichen Beschäftigung war die Prosarhythmus-Theorie von Aristoteles und Cicero. Schmid hat außerdem Bücher zu Catull, zu Vergil und der Appendix Vergiliana sowie zu Sallust verfasst.

## Schriften
- Zu Entstehungsgeschichte und Tektonik des I. Buches des Thukydides. Dissertation Tübingen 1943, erschienen 1947 (Maschinenschr.).
- Über die klassische Theorie und Praxis des antiken Prosarhythmus. Hermes Einzelschriften 12, Wiesbaden 1959.
- Catullus: Ansichten und Durchblicke. Göppinger akademische Beiträge 87, Göppingen 1974, ISBN 978-3-87452-250-2.
- Vergil-Probleme. Göppinger akademische Beiträge 120, Göppingen 1983, ISBN 978-3-87452-626-5.
- Frühschriften Sallusts im Horizont des Gesamtwerks. Verlag Ph.C.W. Schmidt, Neustadt/Aisch 1993, ISBN 978-3-87707-469-5.
- mit Karl Friz (Hrsg.): Lateinische Wortkunde. 13., neubearbeitete Auflage von Walter Schmid, Vandenhoeck und Ruprecht, Göttingen 1964 (18. Auflage/Neudruck 1981), ISBN 978-3-525-71139-2.

### Aufsätze (Auswahl)
- Zu Thukydides I 22,1 und 2. In: Philologus 99, Heft 3/4 (1955).
- Sallust: Die Reden Caesars und Catos. Terminologie und Ideologie. In: Gymnasium 69, Heft 3/4 (1962).